# جيري موريسي
جيري موريسي (بالإنجليزية: Gerry Morrissey)‏ هو نقابي بريطاني، ولد في 12 أبريل 1960.